# Estadio Municipal Miguel Alarcón Osores
El Estadio Municipal Miguel Alarcón Osores, de Barrio Estación, es un estadio ubicado en la comuna de Cauquenes, región del Maule, Chile. Es usado mayormente para la realización de partidos de fútbol. Cuenta con una capacidad para 1500 espectadores.
Fue utilizado por los clubes locales Caupolicán e Independiente de Cauquenes, cuando compitieron en la Tercera División B de Chile y Segunda División Profesional de Chile, respectivamente. Como recinto deportivo es utilizado con diversos propósitos tanto partidos de fútbol de la asociación local, torneos regionales de clubes ANFA Maule como otros eventos deportivos organizados en la comuna. 
Se encuentra ubicado en las calles Monseñor Enrique Alvear, con Los Álamos.